# Augustus Edward Jessup
Augustus Edward Jessup genannt Gus; (* 20. Juni 1861 in Philadelphia; † 16. Oktober 1925 in Livorno), war ein amerikanischer Privatier und Kunstsammler. Er stammte aus einer Papiermacherdynastie aus Augustin bei Willmington und lebte zumeist in Europa, hier für längere Zeit in Torquay und in der Schweiz bei Lenzburg auf dem gleichnamigen Schloss.

## Leben
Er besuchte vermutlich die Universität Oxford und heiratete am 1. Juli 1890 Lady Mildred Marion Bowes-Lyon, Tochter von Claude Bowes-Lyon, 13. Earl of Strathmore and Kinghorne auf Glamis Castle in Schottland. 1892 erwarb er von Emilie Wedekind-Kammerer, der Mutter von Frank Wedekind, das Schloss Lenzburg, ließ es umfassend modernisieren und begann hier seine Sammlungen unterzubringen. Er war musisch und literarisch veranlagt, dichtete und komponierte kleinere Werke.
Sein gleichnamiger Großvater war Wissenschaftler, Forscher und Mäzen, während seine Tante Clara Sophia Jessup Bloomfield-Moore (1824–1899) eine Autorin und Freundin von Robert Browning gewesen war. Sie besaßen auch eine Villa bei Valescure. Mildred verstarb 1897. Im Jahr 1901 heiratete er in zweiter Ehe Hyacinthe Cavendish-Bentinck, mit der er zwei Töchter hatte. Sie starb 1916. Wohl 1922 heiratete er in dritter Ehe Jubilee Jenny Shaw. Bereits 1911 hatte er das Schloss Lenzburg an James William Ellsworth verkauft. Er starb am 16. Oktober 1925 in Livorno.